# North American P-64
P-64 là tên định danh được đặt bởi Quân đoàn Không quân Lục quân Hoa Kỳ (USAAC) cho loại máy bay tiêm kích North American Aviation NA-68, một biến thể nâng cấp của NA-50 được phát triển vào cuối thập niên 1930. 7 chiếc NA-50 đã được Không quân Peru đặt mua và có biệt danh là Torito ("Bò nhỏ").
6 chiếc NA-68 được Không quân Hoàng gia Thái Lan đặt mua, nhưng đã bị Hoa Kỳ cấm xuất khẩu vào năm 1941, sau khi Chiến tranh Pháp-Thái nổ ra và mối quan hệ ngày càng gia tăng giữa Thái Lan và Đế quốc Nhật Bản. Các máy bay này được trang bị làm máy bay huấn luyện tiêm kích không vũ trang cho USAAC.
NA-50 của Peru đã tham chiến trong Chiến tranh Ecuador-Peru năm 1941.

## Quốc gia sử dụng
Peru
- Không quân Peru

 Hoa Kỳ
- Quân đoàn Không quân Lục quân Hoa Kỳ/Không quân Lục quân Hoa Kỳ

## Tính năng kỹ chiến thuật (NA-68/P-64)

### Đặc điểm riêng
- Tổ lái: 1
- Chiều dài: 27 ft (8,23 m)
- Sải cánh: 37 ft 3 in (11,35 m)
- Chiều cao: 19 ft 8 in (5,99 m)
- Diện tích cánh: 227 ft² (21,1 m²)
- Trọng lượng rỗng: 4.660 lb (2.114 kg)
- Trọng lượng có tải: 5.990 lb (2.717 kg)
- Trọng lượng cất cánh tối đa: 6.800 lb (3.080 kg)
- Động cơ: 1 × Wright R-1820-77, 870 hp (649 kW)

### Hiệu suất bay
- Vận tốc cực đại: 270 mph (435 km/h)
- Tầm bay: 965 mi (1.550 km)
- Trần bay: 27.500 ft (8.400 m)
- Lực nâng của cánh: 26 lb/ft² (129 kg/m²)
- Lực đẩy/trọng lượng: 0,13 hp/lb (0,21 kW/kg)

### Vũ khí
- 2 súng máy.30 in (7,62 mm)
- 2 pháo 20mm
- Mang tới 400 lb (180 kg) bom